# Lijst van rijksmonumenten in Utrecht (gemeente)
De gemeente Utrecht telt 1.580 inschrijvingen in het rijksmonumentenregister. Daarvan liggen er totaal 93 in het geannexeerde gebied dat tegenwoordig valt binnen de wijk Vleuten-De Meern, en 1.487 in de rest van de stad/gemeente Utrecht. Hieronder een overzicht.

## De Meern
De plaats De Meern telt 16 inschrijvingen in het rijksmonumentenregister. Zie Lijst van rijksmonumenten in De Meern voor een overzicht.

## Haarzuilens
De plaats Haarzuilens telt 45 inschrijvingen in het rijksmonumentenregister. Zie Lijst van rijksmonumenten in Haarzuilens voor een overzicht.

## Rijnenburg
De polder Rijnenburg telt 6 inschrijvingen in het rijksmonumentenregister. Zie de sectie Rijnenburg voor een overzicht.

## Utrecht
De plaats Utrecht, dat wil zeggen de stad Utrecht met aftrek van de overige gebieden genoemd in deze lijst (tegenwoordig vallend binnen de wijk Vleuten-De Meern), telt nog 1.487 rijksmonumenten in andere wijken en buurten. Zie Lijst van rijksmonumenten in Utrecht (stad) voor een overzicht.

## Vleuten
De plaats Vleuten telt 26 inschrijvingen in het rijksmonumentenregister. Zie Lijst van rijksmonumenten in Vleuten voor een overzicht.